# Nadine Beiler
Nadine Beiler (nacida el 27 de mayo de 1990) es una cantante austríaca de R&B contemporáneo y de pop, que ganó en el 2007 la tercera edición del reality show austríaca Starmania del bastidor, el equivalente austríaco de American Idol. El 16 de febrero de 2007 lanzó su primer sencillo, Alles was du willst.  Obtuvo su título de secundaria en una escuela secundaria de artes en Innsbruck. 

## Festival de la Canción de Eurovisión 2011
Nadine Beiler representó a Austria en el Festival de Eurovisón de la Canción 2011 con el tema "The Secret is Love". El tema consiguió pasar de la 2ª semifinal con un séptimo puesto con 64 puntos. Con este puesto consiguió el pase a la final, en la que quedó en decimoctavo lugar con 64 puntos, al igual que en la semifinal.

## Discografía

### Álbumes de estudio
| Título              | Detalles del álbum | Posición en listas |
| Título              | Detalles del álbum | AUT                |
| ------------------- | --- | ------------------ |
| Komm doch mal rüber | - Fecha de Lanzamiento: 25 de mayo de 2007 - Discográfica: Universal Music - Formatos: CD, descarga digital                                 | 4                  |
| I've Got a Voice    | - Fecha de Lanzamiento: 13 de mayo de 2011 - Discográfica: Sony Music Entertainment, Serious Entertainment - Formatos: CD, descarga digital | 3                  |

### Sencillos
| Año  | Sencillo              | Clasificación | Álbum               |
| Año  | Sencillo              | AUT           | Álbum               |
| ---- | --------------------- | ------------- | ------------------- |
| 2007 | "Alles was du willst" | 2             | Komm doch mal rüber |
| 2007 | "Was wir sind"        | 15            | Komm doch mal rüber |
| 2011 | "The Secret Is Love"  | 9             | I've Got a Voice    |